# فن جنوب إفريقيا

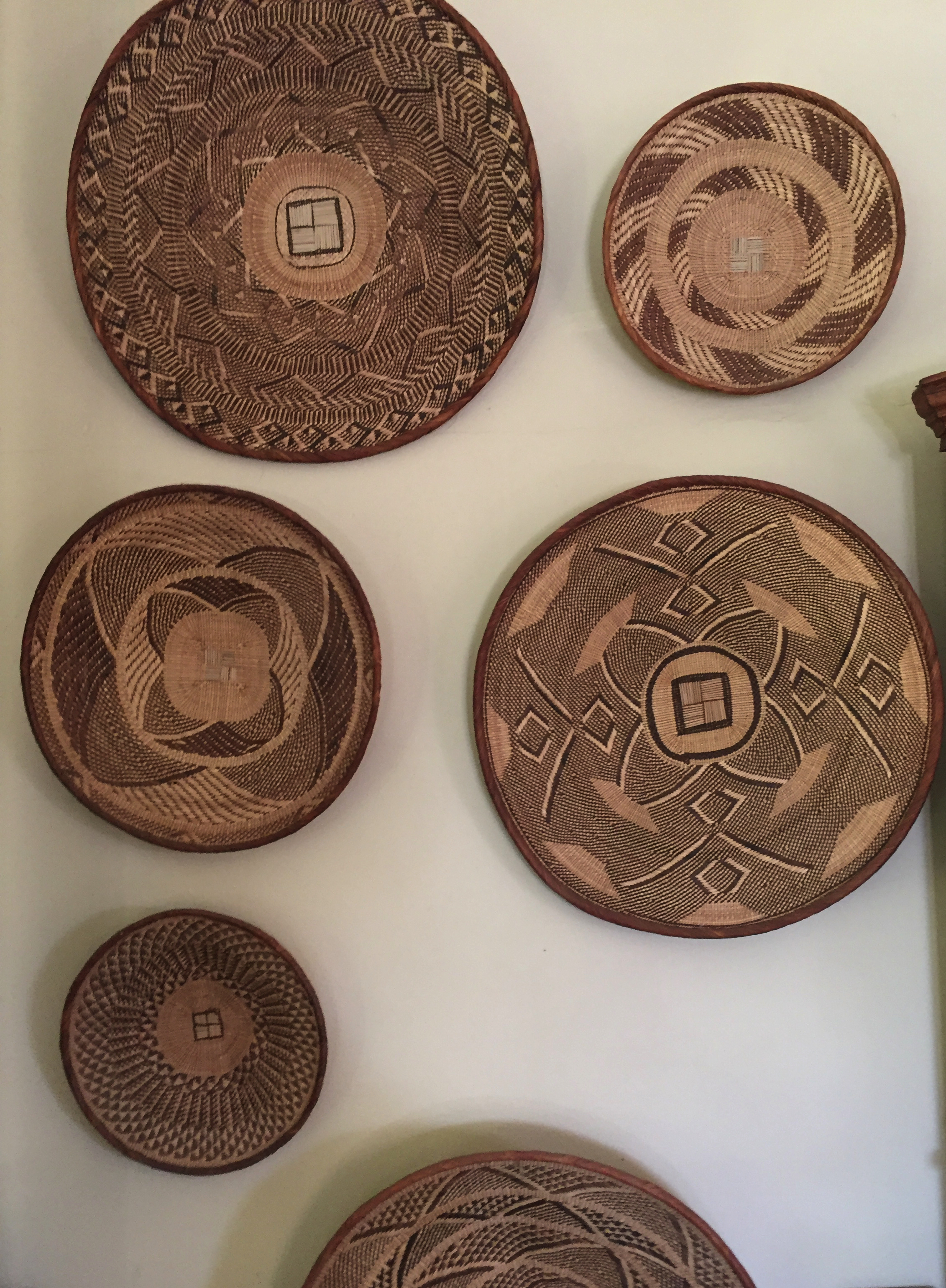
سلال منسوجة على الطراز الأفريقي ومثبتة على الحائط

فن جنوب أفريقيا هو الفن البصري الذي أنتجه الناس في الأراضي التي احتلتها دولة جنوب أفريقيا الحديثة. اكتُشفت أقدم القطع الفنية في العالم في كهف يقع في جنوب أفريقيا. اكتشف علماء الآثار مجموعتين من المجموعات الفنية يُعتقد أن عمرها 100000 عام في كهف في جنوب أفريقيا. تقدم النتائج لمحة عن كيفية قيام البشر الأوائل بإنتاج وتخزين المغرة (شكل من أشكال الطلاء)، والذي يعيد فهمنا إلى الوقت الذي حدث فيه الإدراك المعقد المتطور بنحو 20.000 حتى 30.000 سنة. وجدوا أيضًا أن أصداف الحلزون الصغيرة المحفورة التي يعود تاريخهم إلى 75000 عام، لا يمكن أن يكون لها وظيفة أخرى سوى تعليقها على قلادة. كانت جنوب أفريقيا أحد مهود الجنس البشري.
كان للقبائل المتناثرة لشعوب خويسان التي انتقلت إلى جنوب أفريقيا منذ نحو 10000 قبل الميلاد، أساليب فنية خاصة بها يمكن رؤيتها اليوم في العديد من لوحات الكهوف. حلت محلها شعوب البانتو ونغوني بمفرداتهم الخاصة لأشكال الفن.
توجد في العصر الحالي الأشكال الفنية القبلية التقليدية مبعثرة، وقد أُعيد دمجها من خلال سياسات الفصل العنصري المسببة للانقسام. تطورت أشكال جديدة من الفن في المناجم والبلدات، وهي عبارة عن فن ديناميكي يستخدم كل شيء بدءًا بالأشرطة البلاستيكية حتى دواليب الدراجات. بالإضافة إلى ذلك، هناك أيضًا الفن الشعبي المتأثر بالهولندية للترك بوير الأفريكان والفنانين البيض الحضريين الذي يتابعون بجدية التقاليد الأوروبية المتغيرة منذ خمسينيات القرن التاسع عشر فصاعدًا، صانعين بذلك مزيجًا انتقائيًا يستمر في التطور اليوم.

## الفن الصخري في العصر الحجري القديم
كانت شعوب ما قبل البانتو المهاجرة جنوبًا منذ نحو 30.000 قبل الميلاد من الصيادين البدو الذين فضلوا الكهوف كمساكن. انتشر هؤلاء الصيادون البدو على نطاق واسع قبل صعود شعوب نغوني على طول السواحل الشرقية والجنوبية الغربية ووسط أفريقيا منذ 10 سنوات على الأقل. تركوا وراءهم العديد من العلامات التي تدل على وجودهم والمراحيض والصخور (لوحات «بوشمن») التي تصور الصيد والفنون المنزلية والسحر. يوجد وحدة أسلوبية في جميع أنحاء المنطقة، بل وحتى مع المزيد من الفن القديم في منطقة طاسيلي ناجر في شمال أفريقيا، وأيضًا فيما يُعرف الآن بصحراء تشاد التي كانت في ذات يوم غنية بالمناظر الطبيعية الخصبة.
تتميز الأشكال بكونها مفعمة بالحيوية وطويلة، والألوان (مشتقة على الأرجح من الأصباغ الترابية والنباتية وربما أيضًا من الحشرات)، تجمع بين الأحمر الداكن والأبيض والرمادي والأسود والعديد من الألوان الدافئة التي تتراوح من الأحمر إلى الأصفر الأساسي. يُعتبر الصيد من الموضوعات الشائعة، وغالبًا ما تُصور الحيوانات الكبيرة التي لم تعد تسكن المنطقة نفسها في العصر الحجري بدقة عالية، ومن الموضوعات أيضًا: الحرب بين البشر والرقص والمشاهد المنزلية وصور متعددة للحيوانات المختلفة بما فيها الزرافات والظباء من أنواع كثيرة والثعابين. تُعد آخر هذه الأعمال مؤثرة في تمثيلها للناس الأكبر حجمًا وذوي البشرة الداكنة، بل وحتى للصيادين البيض على ظهور الخيل الذين يحل كل منهما محل شعبي «البوشمان».
زُينت العديد من الشخصيات «الراقصة» بأنماط غير عادية، وهي ترتدي أقنعة وملابس احتفالية أخرى. تكون اللوحات التي تصور أشكال رباعية الأضلاع منقوشة ورموز أخرى، غامضة في معناها وتكون غير تمثيلية. توجد رموز مماثلة في الفن الشاماني في جميع أنحاء العالم. يتوزع هذا الشكل الفني من أنغولا في الغرب إلى موزمبيق وكينيا، في جميع أنحاء زيمبابوي وجنوب أفريقيا وفي جميع أنحاء بوتسوانا حيثما كانت ظروف الكهوف قادرة على الحفاظ على العناصر.